# エドワード・グレン
エドワード・グレン（Edward "Eddie" Glen, 1966年11月27日 - ）はカナダの声優・俳優である。

## 主な出演作品

### テレビアニメ
- アンジェラ・アナコンダ（ゴーディ・ラインハート）
- 爆転シュートベイブレード（南ユウヤ、ロメロ、ミステル）
- きかんしゃトーマス（トビー）※2D版
- バーニーの世界（グレイディ）

### テレビドラマ
- アナザー・ライフ 天国からの3日間 Twice in a Lifetime (1999) (窓ふき)

### 劇場アニメ
- オーディーン 光子帆船スターライト（筑波あきら）
- 破邪大星ダンガイオー（ロール・クラン）
- 銃夢（ユーゴ）
- 機動警察パトレイバー the Movie（シゲさん）※マンガ・エンターテイメント版
- 機動警察パトレイバー 2 the Movie（シゲさん）※マンガ・エンターテイメント版
- 鴉天狗カブト（カブト）
- きかんしゃトーマス 魔法の線路（トーマス）